# Lee (film, 2023)
A Lee 2023-ban bemutatott brit életrajzi filmdráma, amelyet elsőfilmes rendezőként Ellen Kuras rendezett. Az igaz történeten alapuló forgatókönyvet Liz Hannah, John Collee és Marion Hume írta Hume, Collee és Lem Dobbs történetéből, Antony Penrose 1985-ös The Lives of Lee Miller című életrajzát feldolgozva. A főbb szerepekben Kate Winslet, Marion Cotillard, Andrea Riseborough, Andy Samberg, Noémie Merlant, Josh O’Connor és Alexander Skarsgård látható.
Világpremierje 2023. szeptember 9-én volt a Torontói Nemzetközi Filmfesztiválon. Az Egyesült Királyságban 2024. szeptember 13-án jelent meg a Sky Cinema fogalmazásában. Magyarországon 2024. november 14-én a Vertigo Média mutatta be a mozikban.

## Cselekmény
Lee Miller vidéki házának nappalijában ül, és interjút ad Tony újságírónak. Kettejük között feszült a légkör, és Lee fokozatosan kiteríti a nappali asztalra életművének fényképeit. Miller fiatal fotósként és egykori szupermodellként mesél magáról, aki egy középformátumú fényképezőgéppel felszerelkezve művészbarátokkal töltött időt az idilli Cornwallban az 1930-as évek közepén. A társaság sem komolyan venni, sem felfogni nem tudja a nemzetiszocialisták és a közelgő második világháború jelentette fenyegető veszélyt.
Megismerkedik Roland Penrose galériatulajdonossal és festővel, és mindketten vonzódnak egymáshoz. Egy szenvedélyes éjszakát töltenek együtt. Másnap reggel Lee barátai megpróbálják rábeszélni, hogy menjen Párizsba. Lee-t kétségek gyötrik, és megkérdőjelezi a tervet, mivel nem tudja, mit kellene Párizsban csinálnia. Rolanddal együtt Londonba megy, ahol a kezdeti nehézségek után a Vogue fotósa lesz. Audrey Withersnek, a brit Vogue szerkesztőjének köszönhetően folyamatosan kapja a megbízásokat, és fotósorozatai nyomtatásban is megjelennek. A két nő összebarátkozik, és érvényesül a férfiak uralta kiadói szcénában.
A londoni villámháború idején a Vogue szerkesztősége az alagsorba húzódik, Lee pedig a háború sújtotta Londont kezdi fotózni. Lee késztetése, hogy közvetlenül a fronton dokumentálja a háborús eseményeket, eleinte kudarcot vall, mivel a brit hatóságok nem engednek be nőket a katonai sajtó tudósításaiba. Fotós barátja, David Scherman emlékezteti őt arra, hogy amerikai, és együtt utaznak Franciaországba, a front közelébe. Egy olyan utazás veszi kezdetét, amelynek során Lee megtapasztalja a háború kifürkészhetetlen kegyetlenségeit. Különösen a nők szenvedéseire összpontosít, akiket a katonák a kedvezőtlen körülmények között gyakran megerőszakoltak és más megaláztatásoknak vetettek alá.
Közelről dokumentálja a német megszállókkal kapcsolatot tartó francia nők nyilvános elítélését. Kollaboránsokként kopaszra nyírták őket. Lee megpróbálja felkutatni Párizsban élő barátait, de közben kénytelen szembesülni azzal, hogy sokan hirtelen eltűntek. Párizs felszabadulása után Roland utazik hozzá, és megpróbálja rávenni, jöjjön vele Londonba. Lee visszautasítja, és Daviddel együtt utazik a lebombázott Németországba. Közben olyan helyekre érkeznek, mint a nemrég felszabadított koncentrációs táborok és más helyszínek, például holttestekkel teli vasúti kocsik, amelyeket nagy borzongással fényképeznek. Az így készült fényképek és a túlélőkkel való találkozások maradandó benyomást gyakoroltak Lee-re.
A magas rangú SS-tagok és alkalmazottaik csoportos öngyilkosságának rögzítésével dokumentálja az elkövetők tevékenységét is. Amikor bejut a Prinzregentenplatzra, Adolf Hitler müncheni rezidenciájára, mindketten szemügyre veszik a szobákat, ahol az amerikai felszabadítók tisztjei ülnek és beszélgetnek. Lee felfedezi, hogy a fürdőszobában valóban van meleg víz. Forró vizet enged, levetkőzik, és állványra helyezi fényképezőgépét, a fürdőkádat fókuszba állítva. Hitler portréját is odahelyezi. Végül Lee bemászik a fürdőkádba, eltakarja a mellét, mivel a fotót egyébként cenzúráznák, és megkéri Schermant, indítsa el a vakut és a fényképezőgépet.
Lee visszatér Londonba, és dühös, amikor Audrey nem teszi közzé a fotóit a brit Vogue-ban. Ezután a Vogue szerkesztőségében megsemmisíti a negatívumok és fényképek egy részét. Audrey megpróbálja elmagyarázni Lee-nek, hogy ezek a fényképek nem megfelelőek, mivel nem segítenek a háború pozitív végére összpontosítani. Lee traumatikus élményei a náci Németország felszabadulása utáni időszakban itt válnak világossá. Audrey hiába próbálja megnyugtatni Lee-t. Még az a bizonyosság is aligha tudja megnyugtatni Lee-t, hogy a történelmi értékkel bíró fotókat elküldte az amerikai Vogue-nak.
Az utolsó jelenetben az idős Lee évtizedekkel a háború után ismét az újságíró Tonyval látható. Lee hirtelen elővesz egy nagyon személyes emlékeket tartalmazó dobozt, amelynek tartalmát megmutatja Tonynak. Benne van az első hajtincse, az első képe és más dolgok. Miközben Tony értetlenül nézi ezeket a tárgyakat, Lee eltűnik. Ekkor derül ki, hogy Tony Lee gyermeke. A film végi stáblistán kiderül, hogy az interjú egy tisztán kitalált beszélgetés volt, amelyet anya és fia soha nem folytatott. Antony „Tony” Penrose csak Lee halála után találta meg a padláson a képeit, és így értesült korábbi életéről.

## Szereplők
| Szerep              | Színész             | Magyar hang         |
| ------------------- | ------------------- | ------------------- |
| Lee Miller          | Kate Winslet        | Pálfi Kata          |
| David Scherman      | Andy Samberg        | Kovács Lehel        |
| Roland Penrose      | Alexander Skarsgård | Dévai Balázs        |
| Solange d’Ayen      | Marion Cotillard    | Györgyi Anna        |
| Dame Audrey Withers | Andrea Riseborough  | Balsai Móni         |
| Nusch Éluard        | Noémie Merlant      | Ligeti Kovács Judit |
| Antony Penrose      | Josh O’Connor       | Csiby Gergely       |
| Jonesy őrnagy       | Arinzé Kene         | Papp Dániel         |
| Paul Éluard         | Vincent Colombe     | Kapácsy Miklós      |
| Jean D’Ayen         | Patrick Mille       | Fehér Péter         |
| Cecil Beaton        | Samuel Barnett      | Bercsényi Péter     |
| Ady Fidelin         | Zita Hanrot         | Garami Mónika       |
| Spencer ezredes     | James Murray        | Király Adrián       |

### Magyar változat
- Főcím: Bordi András
- Magyar szöveg: Kis János
- Hangmérnök: Halas Péter
- Vágó: Wünsch Attila
- Gyártásvezető: Vigvári Ágnes
- Szinkronrendező: Szalay Csongor
- Produkciós vezető: Witzenleiter Kitti

A szinkront a Direct Dub Studios készítette el.

## A film készítése
A projekt akkor született, amikor Ellen Kuras operatőr egy New York-i könyvesboltban meglátott egy kötetet Lee Miller háborús fotósról. Kuras észrevette a hasonlóságot Miller és Kate Winslet színésznő között – akivel együtt dolgozott az Egy makulátlan elme örök ragyogása (2004) című filmben –, és elküldte Winsletnek a könyv egy példányát, a másikat pedig megtartotta magának. Évekkel később Winslet elkezdett kidolgozni egy Millerről szóló filmprojektet, és megkérdezte Kurast, lenne-e kedve rendezni.
A projektet hivatalosan 2015 októberében jelentették be, Winslet pedig Miller szerepét kapta meg.
A forgatás 2022 szeptember végén kezdődött Horvátországban. A forgatás abban a hónapban rövid időre szünetelt, amikor Winslet forgatás közben megcsúszott, és kórházba szállították. A baleset a forgatás első napján történt, amikor Winslet megcsúszott és megsérült a háta, miközben egy olyan jelenetet próbált, amelyben Lee Miller a bombázás alatt álló Saint-Malóban fut végig az utcán. Winslet úgy döntött, folytatja a forgatást annak ellenére, hogy hátsérülése miatt alig tudott felállni.
A forgatás Magyarországon is zajlott, és 2022. december elején fejeződött be.

## Bemutató
A Lee világpremierje a Torontói Nemzetközi Filmfesztiválon volt 2023. szeptember 9-én. Az Egyesült Királyságban és Írországban a Sky Cinema 2024. szeptember 13-án mutatta be a mozikban. 2024 februárjában a Roadside Attractions és a Vertical megvásárolta a film amerikai forgalmazási jogait, és eredetileg 2024. szeptember 20-ra tervezték a film mozibemutatóját. Ezt követően a film bemutatóját egy héttel későbbre, szeptember 27-re halasztották.